# سامارتكس
نادي سامارتكس لكرة القدم 1996، المعروف باسم سامارتكس، هو نادي كرة قدم غاني محترف مقره في سامريبوي، المنطقة الغربية [الإنجليزية]، غانا، ويتنافس في الدوري الغاني الممتاز، الدرجة الأولى لكرة القدم الغانية. يلعب مبارياته على أرضه في ملعب سامارتكس بارك.

## تاريخ
تأسس نادي سامارتكس 1996 لكرة القدم في عام 1995 من قبل شركة سامارتكس للأخشاب والخشب الرقائقي كنادي كرة قدم ترفيهي، وحصل على ترقية من الدرجة الثالثة إلى الدرجة الثانية في المنطقة الغربية في موسمه الأول.
أمضى النادي السنوات التالية في الدوري الغاني الممتاز قبل بلوغه في موسم 2022-23 إثر فوزه بلقب دوري الدرجة الأولى 2021-22 المنطقة 2. فاز الفريق بشكل مفاجئ بلقب الدوري لأول مرة في تاريخه بعد تفوقهم على بيبياني غولد ستارز [الإنجليزية] في موسم 2023-24، وبالتالي التأهل إلى دوري أبطال إفريقيا 2024-25.

## مسار الموسم
1996–1997: القسم الثالث
1997–2021: القسم الثاني
2021–2022: دوري الدرجة الأولى
2022–حتى الآن: الدوري الغاني الممتاز

## الألقاب
- دوري الدرجة الأولى الغاني المنطقة 2 [الإنجليزية]: 2023–24
- الدوري الغاني الممتاز : 2023–24